# JavaFX
JavaFX é uma plataforma de software multimídia desenvolvida pela Sun Microsystems baseada em java para a criação e disponibilização de Aplicação Rica para Internet que pode ser executada em vários dispositivos diferentes.
A versão atual (JavaFX 2.1.0) permite a criação para desktop, browser e dispositivos móveis. TVs, video-games, Blu-rays players e há planos de adicionar novas plataformas no futuro. O suporte nos desktops e browsers é através da JRE e nos dispositivos móveis através do JavaME.
Para construir aplicações os desenvolvedores usam uma linguagem estática tipada e declarada chamada JavaFX Script. No desktop existe implementação para Windows(x86/x64), Mac OS X e Linux (X86/X64). Nos dispositivos móveis, JavaFX é capaz de suportar vários sistemas operativos moveis como Android, Windows Mobile, e outros sistemas proprietários. 
A atual versão do JavaFX inclui os seguintes componentes:
1. O SDK JavaFX: Compilador e ferramentas para JavaFX. Gráficos, Mídia Web e documentos de textos com formatação.
2. IDE NetBeans para JavaFX - Com a ajuda da paleta do Netbeans JavaFX  o processo se torna um simples "arrastar-e-soltar" para a adição de efeitos, animações e exemplos. Para eclipse também existe um plugin chamado Kenai .
3. As ferramentas e os plugins para programas de criação :Project Nile é um plugin em desenvolvimento para integrar os softwares Adobe Photoshop e Adobe Illustrator, assim podendo exportar gráficos com o código de JavaFX, ferramentas para converter gráficos SVG em Scripts JavaFX.

## Destaques técnicos
Perfil Comum - JavaFX é baseado no conceito 'Perfil Comum', que representa a reutilização de grande parte do código em todos os dispositivos, sejam móveis ou desktop. Isto permite aos desenvolvedores utilizarem modelos de programação comuns enquanto desenvolvem para desktop ou dispositivos móveis. Para diferenciar as qualidades de cada dispositivo, por exemplo, o JavaFX 1.1 possui uma API para desktop que inclui a biblioteca swing e efeitos visuais avançados.
Integração para criação em programas terceiros - JavaFX inclui plugins para Adobe Photoshop e Adobe Illustrator que permitem a criação de gráficos avançados para serem integrados diretamente às aplicações de JavaFX. Os plugins geram scripts JavaFX que preservam o layout e a estrutura dos gráficos. Desenvolvedores podem facilmente adicionar animações e efeitos para os gráficos estáticos importados. Também há um conversor de SVG que permite importar e rever os resultados após a conversão para o formato JavaFX.

## História
A linguagem de programação para JavaFX começou a ser desenvolvida em um projeto de Chris Oliver denominado F3.

A Sun Microsystems  anunciou o JavaFX pela primeira vez na conferência JavaOne WorldWide Java Developer em Maio de 2007.

Em maio de 2008 a Oracle anunciou seus planos para distribuir o JavaFX para Desktop e navegador no outono de 2008 e o JavaFX para dispositivos móveis na primavera de 2009.
Desde julho de 2008, desenvolvedores podem fazer o download do SDK JavaFX para Windows e Mac, assim como os plugins para NetBeans. Em 4 de dezembro de 2008 a Sun disponibilizou o JavaFX 1.0

Em fevereiro de 2008, Linux e Solaris não são oficialmente suportados devido à ausência de suporte aos gráficos e animações avançadas nestes sistemas.
Após algum tempo o JavaFX passou a ter um novo motor gráfico, não mais dependendo do Java 2D e oferecendo recursos modernos, tais como aceleração gráfica a nível de hardware e um novo visual. Na versão 1.3.1 do JavaFX a grande promessa foi ter o JavaFX como a tecnologia onde se programaria uma vez e se obteria o programa sendo executado em diversas “telas”: televisão, celulares, tablets, entre outros. Esse era o ano de 2010.
Até então, JavaFX tinha sua própria linguagem de programação, o Script JavaFX. Com a aquisição da Oracle o JavaFX teve um novo planejamento, incluindo o fim da nova linguagem, possibilitando aos programadores de Java criar aplicação sem ter que aprender uma nova linguagem. O JavaFX 2 marcou o lançamento de uma biblioteca separada ao Java que era compatível com o Java 7, mas que ainda necessitava de um download separado. O JavaFX 2.2 foi lançado em Agosto de 2012.
A versão atual do JavaFX é a 8, lançada em Março de 2014, e que teve um salto de versão para acompanhar o Java tradicional, já que nesta versão o JavaFX passou a vir como parte do Java, e não como uma API separada. Isso também possibilitou a integração com novas ferramentas do Java, como o novo motor de Javascript chamado Nashorn.

## Referencias
1. ↑  http://www.javafx.com.br/javafx/ Arquivado em 3 de maio de  2011, no Wayback Machine. - JavaFX
2. ↑  http://kenai.com/projects/trabalhodaves/sources/trabalhodavesjavafx/content/JavaFX.doc Arquivado em 2 de fevereiro de  2014, no Wayback Machine. - Desenvolvimento de Sistemas com Tecnologia Java
3. ↑   http://www.infoq.com/br/news/2009/02/jfx_mobile - Sun publica o JavaFX Mobile
4. ↑   http://www.oracle.com/technetwork/java/javase/8-whats-new-2157071.html -  Lançamento Java 8